# Maurizio Pradeaux
Maurizio Pradeaux (Roma, 16 aprile 1931 – Monterotondo, 1º luglio 2022) è stato un regista e sceneggiatore italiano.

## Biografia
Inizialmente fu assistente di produzione, collaborando più volte con Emimmo Salvi. 
Nel 1967 uscì il suo primo film da regista, Ramon il messicano, un western. Sceneggiò tutte le pellicole da lui dirette.

## Filmografia

### Regista e sceneggiatore
- Ramon il messicano (1966)
- 28 minuti per 3 milioni di dollari (1967)
- I Leopardi di Churchill (1970)
- Passi di danza su una lama di rasoio (1973)
- I figli di Zanna Bianca (1974)
- Passi di morte perduti nel buio (1977)
- Thrilling love (1989)

### Sceneggiatore
- I senza Dio, regia di Roberto Bianchi Montero (1972)